# Steven Williams
Steven Williams (* 7. Januar 1949 in Memphis, Tennessee) ist ein US-amerikanischer Schauspieler.

## Leben
Seine Karriere im Filmgeschäft begann Williams Mitte der 1970er Jahre. Sein Debüt als Schauspieler gab er in dem Film Cooley High. Es folgten verschiedene kleinere Rolle, so war er 1980 in einer kleinen Nebenrolle in Blues Brothers zu sehen. Mit Beginn der 1980er Jahre war Williams vornehmlich für das Fernsehen tätig und war Gaststar in den verschiedensten Fernsehserien. So trat er unter anderem in einer Episode der Serie Das A-Team als Gegner des A-Teams und in den Serien, Stingray und MacGyver auf. Einem größeren Publikum bekannt wurde er durch die Rolle des Captain Adam Fuller in der TV-Serie 21 Jump Street – Tatort Klassenzimmer, in der er von 1987 bis 1991 zu sehen war. Aber auch fortan war Williams vornehmlich in Gastrollen von Fernsehserien zu sehen, nur ab und an spielte er in Kinoproduktionen mit. Ein Beispiel hierfür ist eine Nebenrolle in Corrina, Corrina aus dem Jahr 1994. Eine weitere Hauptrolle übernahm er 1996 in der Serie L.A. Heat, gefolgt von einer tragenden Rolle in der Serie Legacy. Wiederkehrende Rollen übernahm er in Akte X, wo er in 14 Episoden Mr. X darstellte, sowie in Supernatural als Rufus Turner. Weitere Film- und Fernsehrollen folgten, sein Schaffen umfasst mehr als 150 Produktionen.

## Filmografie (Auswahl)
- 1980: Blues Brothers (The Blues Brothers)
- 1982: Ein Duke kommt selten allein (Fernsehserie, Folge 4x27 Dukes in Danger)
- 1983: Unheimliche Schattenlichter (Twilight Zone: The Movie)
- 1984: Das A-Team (Fernsehserie, Folge Der Kronzeuge)
- 1984: Hunter (Fernsehserie, Folge 1x01+02: Gnadenlose Jagd (Pilotfilm))
- 1985: MacGyver (Fernsehserie, Folge Wenn Bomben ticken)
- 1985: Missing in Action 2 – Die Rückkehr (Missing in Action 2 – The Beginning)
- 1985: Der Equalizer (The Equalizer, Fernsehserie, drei Folgen)
- 1987: Stingray (Stingray, Fernsehserie, Folge 2x01 Tommy der Spinner)
- 1987–1991: 21 Jump Street – Tatort Klassenzimmer (21 Jump Street, Fernsehserie)
- 1993: Jason Goes to Hell – Die Endabrechnung (Jason Goes to Hell: The Final Friday)
- 1994: Corrina, Corrina
- 1994–2002: Akte X – Die unheimlichen Fälle des FBI (The X-Files, Fernsehserie)
- 1996: L.A. Heat (Fernsehserie)
- 2000: Stargate – Kommando SG-1 (Stargate SG-1, Fernsehserie, zwei Folgen)
- 2001: Codename: Elite – Im Kampf gegen den Terror (The Elite)
- 2003: DarkWolf
- 2003: Jake 2.0 (Fernsehserie)
- 2005: Kampf der Planeten (Crimson Force, Fernsehfilm)
- 2005: Walker, Texas Ranger: Feuertaufe (Walker, Texas Ranger: Trial by Fire)
- 2007: Criminal Minds (Fernsehserie, eine Folge)
- 2008: Desperate Housewives (Fernsehserie)
- 2008: Adventures of Power
- 2008–2011, 2016: Supernatural (Fernsehserie, sechs Folgen)
- 2012: Christmas Twister
- 2015: Bones – Die Knochenjägerin (Bones, Fernsehserie, Folge 10x11: Diesseits und jenseits und nicht immer real)
- 2015: The Leftovers (Fernsehserie)
- 2016: The Trust
- 2017: Es (It)
- 2018–2022: The Chi (Fernsehserie)
- 2019: Yellowstone (Fernsehserie)
- 2019: Black-ish (Fernsehserie, eine Foge)
- 2019: True Detective (Fernsehserie)
- 2020: Birds of Prey: The Emancipation of Harley Quinn (Birds of Prey (and the Fantabulous Emancipation of One Harley Quinn))
- 2020: Stumptown  (Fernsehserie)
- 2020: Locke & Key (Fernsehserie, fünf Folgen)
- 2020–2023: All Rise – Die Richterin (All Rise, Fernsehserie)
- 2021–2023: Snowfall (Fernsehserie)
- 2024–2025: FBI: Most Wanted (Fernsehserie)